# Christine Lohoues
Christine Lohoues est une footballeuse internationale ivoirienne, née le 18 octobre 1992. Elle évolue au poste de milieu de terrain.

## Biographie
Elle participe avec l'équipe de Côte d'Ivoire à la Coupe du monde 2015 organisée au Canada. Lors du mondial, elle joue deux matchs : contre la Thaïlande, et la Norvège.

## Palmarès
- Troisième du championnat d'Afrique féminin en 2014 avec l'équipe de Côte d'Ivoire